# Чичибабін Борис Олексійович
Бори́с Олексі́йович Чичиба́бін, за паспортом Полушин (рос. Борис Алексеевич Чичибабин, нар. 9 січня 1923, Кременчук, Українська Соціалістична Радянська Республіка, СРСР — †15 грудня 1994, Харків, Україна) — український радянський поет, лауреат Державної премії СРСР (1990). Свої твори писав російською мовою.
Більшу частину життя поет прожив у Харкові. Унікальність творчої манери Чичибабіна визначається гармонійним поєднанням істинного демократизму з високою культурою вірша, ясності «змісту» — з витонченістю «форми», яка, однак, ніколи не ускладнює сприйняття його поезій. Афористичність формулювань і проникливий ліризм дозволяють обґрунтовано зводити генезис чичибабінської поетики до двох таких несхожих за манерою класиків російського красного письменства, як Некрасов та Фет.

## Життя і творчість

### Дитинство і юність. Війна. Табір
Виховувався в сім'ї офіцера. До 1930 р. родина проживала в Кропивницькому, потім у селищі Рогань під Харковом, де Борис пішов до школи. У 1935 Полушини переїхали в Чугуїв, де вітчим отримав посаду начштабу ескадрильї Чугуївської школи пілотів. Борис навчався у Чугуївській 1-й школі з 5-го по 10-й клас. Тут він вже постійно відвідував літературний гурток, публікував свої вірші в шкільній і навіть міській газеті під псевдонімом Борис-рифмач.
Після закінчення школи Борис вступив на історичний факультет  Харківського університету. Але війна перервала його навчання. У листопаді 1942 р. Бориса Полушина призвали в армію, де він служив солдатом 35-го запасного стрілецького полку в Грузинській РСР. На початку 1943 р. Борис Олексійович вступив у школу авіафахівців в місті Гомборі. З липня 1943 року до самої Перемоги служив механіком з авіаприладів у різних частинах Закавказького військового округу. Кілька місяців після Перемоги обіймав таку саму посаду в Чугуївському авіаучилищі, потім демобілізувався через хворобу (варикозне розширення вен з трофічними виразками).
Вирішив продовжувати навчання в Харківському університеті, за найближчою йому спеціальністю філолога. Після першого курсу готувався складати іспити відразу за два роки, але йому не судилося здобути вищу освіту. Річ у тому, що він продовжував писати вірші — і під час військової служби, і в університеті. Написане — «видавав»: розрізав шкільні зошити, перетворюючи їх на книжечки, і давав читати багатьом студентам. Тоді ж Полушин і став підписуватися прізвищем матері — Чичибабін. Є думка, що псевдонім він узяв на честь двоюрідного діда з боку матері, академіка  О. Є. Чичибабіна, видатного вченого в галузі органічної хімії. Однак це малоймовірно: культу вшанування академіка-неповерненця в сім'ї Полушиних не було.
У червні 1946 р. Чичибабіна було заарештовано і засуджено за антирадянську агітацію. Імовірно, причиною арешту були вірші — крамольна скомороша приспівка з рефреном «Мать моя посадница».
Під час слідства в  Бутирській в'язниці Чичибабін написав «Червоні помідори», що стали його візитною карткою і майже настільки ж знамениту «Махорку», два яскраві зразки «тюремної лірики». Ці вірші, покладені на музику одним з найближчих друзів Чичибабіна — актором, співаком і художником Леонідом («Лешко») Пугачовим, пізніше, у шістдесяті роки широко розійшлися по країні.
Після майже дворічного (з червня 1946 по березень 1948 року) слідства ( Луб'янка, Бутирська і Лефортовська в'язниці) Чичибабіна було направлено для відбування п'ятирічного строку у Вятлаг Кіровської області.

### Свобода. Творче становлення. «Офіційний період»
До Харкова Чичибабін повернувся влітку 1951 р. Довгий час був різноробом, близько року пропрацював в  Харківському театрі російської драми підсобним робітником сцени, потім закінчив бухгалтерські курси, які були найшвидшим і найдоступнішим способом здобути спеціальність. З 1953 р. працював бухгалтером домоуправління. Тут познайомився з паспортисткою Матільдою Федорівною Якубовською, яка стала його дружиною.
З 1956 по 1962 рр. Чичибабін продовжує працювати бухгалтером (у вантажному автотаксомоторному парку), але поступово заводить ряд знайомств в середовищі місцевої інтелігенції, в тому числі — літературної. Тоді ж знайомиться з колишніми харків'янами Борисом Слуцьким, Г. Левіним. У 1958 році з'являється перша публікація в московському журналі «Знамя» (під прізвищем Полушин). У Харкові в маленькій кімнатці Чичибабіна на горищі збираються любителі поезії, утворюється щось на зразок літературних «середовищ».
На початку 60-х років харківський поет довгий час живе в Москві на квартирі Юлія Даніеля та Лариси Богораз, виступає в літературному об'єднанні «Магістраль». У 1962 році його вірші публікуються в часописі  «Новий мір», харківських і київських виданнях. Серед знайомих Чичибабіна цього періоду — С. Маршак, І. Еренбург, В. Шкловський.
У ці післятабірні роки намічаються основні теми поезії Чичибабіна. Це перш за все громадянська лірика, «новий Радищев — гнів і печаль» якого викликають «державні хами», як у вірші 1959 р. «Клянуся на прапорі веселому» («Не помер Сталін»). До неї примикає рідкісна в післявоєнній поезії тема співчуття пригнобленим народам повоєнної радянської імперії —  кримським татарам,  євреям, «потоптаній вільності» Прибалтики — і солідарності з ними («Кримські прогулянки», «єврейському народу»). Ці мотиви поєднуються у Чичибабіна з любов'ю до Росії і російської мови, схилянням перед Пушкіним і Толстим («Рідна мова»), а також з синівською ніжністю до рідної України.
У 1963 році виходять друком дві перші збірки віршів Чичибабіна. У Москві видається «Молодість», у Харкові — «Мороз і сонце».
У січні 1964 р. Чичибабіну доручають керівництво літературною студією при БК працівників зв'язку. Робота чичибабінської студії стала яскравим епізодом в культурному житті Харкова, внеском міста у «шістдесятництво».
Характерна деталь — на заняттях Чичибабін привітно ставився до будь-якого присутнього на них віршувальника — нехай навіть той був пересічним і не дуже розумним віршомазом. Через цю свою позицію у Бориса Чичибабіна постійно виникали палкі суперечки з молодими талановитими студійцями, які висміювали того чи іншого невдалого новачка. У 1965 р. в Харкові виходить збірка «Гармонія», яка і в невеличкій мірі не відображала істинного Чичибабіна: майже ніщо з найкращих віршів поета не могло бути надруковано з цензурних міркувань.
У 1966 році на негласну вимогу  КДБ Чичибабіна усунули від керівництва студією. Саму студію було розпущено. За офіційною версією: за заняття, присвячені Цвєтаєвій та Пастернаку. За іронією долі в цьому самому році поета прийняли до СП СРСР (одну з рекомендацій дав С. Я. Маршак). Однак короткочасна хрущовська відлига закінчилася: Радянський Союз вступив у двадцятиріччя, назване згодом епохою застою.
У житті Чичибабіна починається важкий період. До проблем з літературною долею додаються сімейні негаразди. У 1967 році поет перебуває в сильній депресії, про що свідчить вірш «Зніми з мене втому, мати смерть»," Відходить у ніч мій траурний трамвай": Але восени того самого року він зустрічає закохану в поезію шанувальницю його таланту Лілію Карась, і через деякий час поєднує з нею свою долю. Це стало для нього справжнім порятунком. Лілії Чичибабін присвятив згодом безліч своїх творів. Кінець 60-х — початок 70-х років ознаменували собою фундаментальний перелом в житті, творчості і світогляді Чичибабіна. З одного боку — здобуте нарешті особисте щастя, а з ним і новий творчий злет, початок численних багаторічних подорожей по СРСР (Прибалтика, Крим, Кавказ, Росія), поява нових друзів, серед яких — Олександр Галич, Фелікс Кривін, відомий дитячий письменник О. Шаров, український письменник і правозахисник Руденко Микола Данилович, філософ  Г. Померанц і поетеса З. Міркіна. З іншого боку — жорстоке розчарування в романтичних ідеалах радянської юності, посилення цензури, а отже, неминучий поступовий перехід з письменників «офіційних» у напів-, а потім і зовсім заборонені.
На початку 1968 року в Харкові друкується остання доперебудовна збірка Чичибабіна — «Пливе Аврора». У ній, ще більш ніж у попередній «Гармонії», було вміщено, на жаль, чимало літературних проб далеко не найвищої якості, чимало найкращих віршів поета було понівечено цензурою, головні твори були відсутні. Чичибабін ніколи не вмів боротися з редакторами та цензорами. Гостро переживаючи те, що зробила з його книжками цензура, він писав:

### Самвидавський період
«Член Спілки радянських письменників» Чичибабін втрачає читачів — поет Чичибабін «іде в народ». У 1972 році в самвидаві з'явилася збірка його віршів, упоряджена відомим московським літературознавцем Л. Ю. Пінським. Крім того, по руках починають ходити магнітофонні записи з квартирних читань поета, переписані й передруковані окремі аркуші з його віршами. «Відхід з дозволеної літератури … був вільним моральним рішенням, негучною, але твердою відмовою від самої можливості фальші», — написав про це двадцять років потому Григорій Померанц.
У 1973 р. Чичибабіна виключають зі Спілки письменників СРСР. Цікаво, що для початку від нього зажадали передати в КДБ свої вірші, які він читав там-то і там-то. Він повинен був сам підготувати друкований текст, щоб «там» змогли розібратися у справі. Друзі радили Чичибабіну переслати найбільш безневинні вірші, але Борис Олексійович так робити не вмів і відіслав найважливіші для себе твори — ті, які відчайдушно прочитав на своєму п'ятдесятиріччі в Спілці письменників: «Прокляття Петру» і "Пам'яті А  Т. Твардовського".
У 1974 р. поета викликали в КДБ. Там йому довелося підписати документ про те, що, якщо він продовжить розповсюджувати самвидавську літературу і читати вірші антирадянського змісту, на нього може бути заведено справу.
Настала пора п'ятнадцятирічного замовчування імені Чичибабіна. Весь цей час (1966—1989 рр.) він працював старшим майстром матеріально-заготівельної служби (по-простому — рахівником) харківського трамвайно-тролейбусного управління. І продовжував писати — для себе і для своїх нечисленних, але відданих читачів. Драматизм ситуації поглиблювався тим, що багато з вірних друзів Чичибабіна в цей період емігрували. Їх від'їзд він сприймав як особисту трагедію. Але знаходив у собі сили відпускати їх, благословляючи, а не засуджуючи. Публікації, дуже рідкісні, з'являлися тільки за кордоном. Найповніша з'явилася в російському журналі «Глагол» в 1977 р. (США, видавництво «Ардіс») стараннями Л. Ю. Пінського і Лева Копелєва.

### Перебудова і гласність. Підсумки
У 1987 році поета поновлюють у Спілці письменників (зі збереженням стажу), причому роблять це ті самі люди, які його й виключали. Він багато друкується.
13 грудня 1987 р. Чичибабін вперше виступає в столичному  Центральному Будинку літераторів. Успіх колосальний. Зал двічі встає, аплодуючи. Зі сцени звучить те, що незадовго до цього (та багатьма і в момент виступу) сприймалося як крамола. Звучить його вірш «Не помер Сталін» (1959).

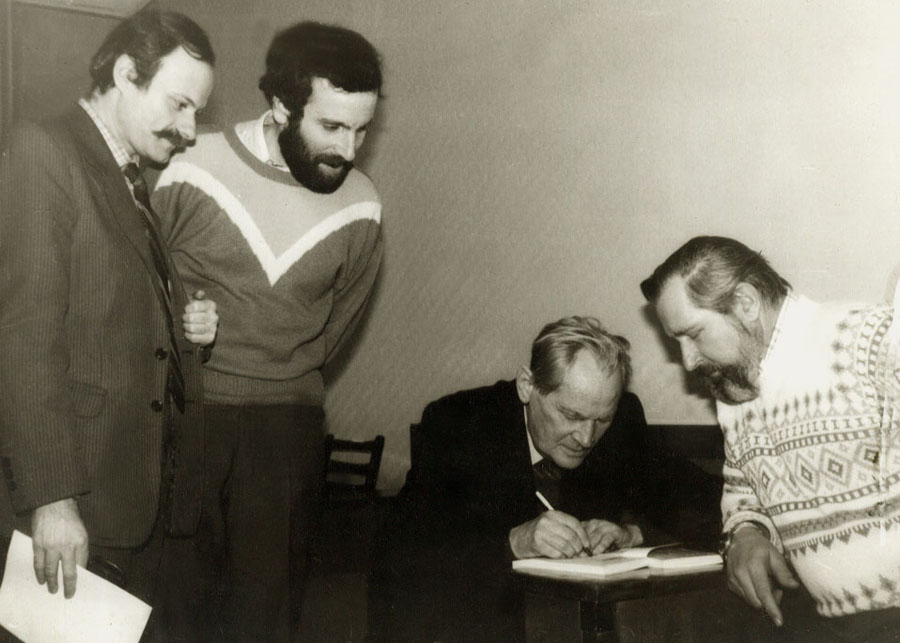
Чичибабін (підписує книгу) на зустрічі у Спілці композиторів. 1992 р.

У рідному Харкові Чичибабін вперше виступає 5 березня 1988 р. в Клубі залізничників — колишньому БК ім. Сталіна в 35-ту річницю від дня смерті тирана… Восени того самого року Харків відвідує знімальна група з  «Останкіно», і на початку 1989 року по ЦТ показують документальний фільм «Про Бориса Чичибабіна». У тому самому році фірма «Мелодія» випустила платівку «Дзвін» із записами виступів поета.
У 1990 р. за видану за свій рахунок книжку «Дзвін» Чичибабіна було удостоєно  Державної премії СРСР. Поет бере участь у роботі товариства « Меморіал», дає інтерв'ю, здійснює поїздки в Італію, в Ізраїль.
Але прийняти результати перебудови Чичибабіну, як і більшості народу, виявилося психологічно непросто. Ідеали рівності і братерства, які зрадила радянська влада, але яким залишався вірним він, поет і громадянин Борис Чичибабін, у нього на очах зневажалися новими можновладцями. Крім того, він не зміг змиритися з розпадом Радянського Союзу, відгукнувшись на нього сповненим болю «Плачем за втраченою батьківщиною».
Як у житті, так і в творчості Чичибабіна вирізняли відданість і вірність.

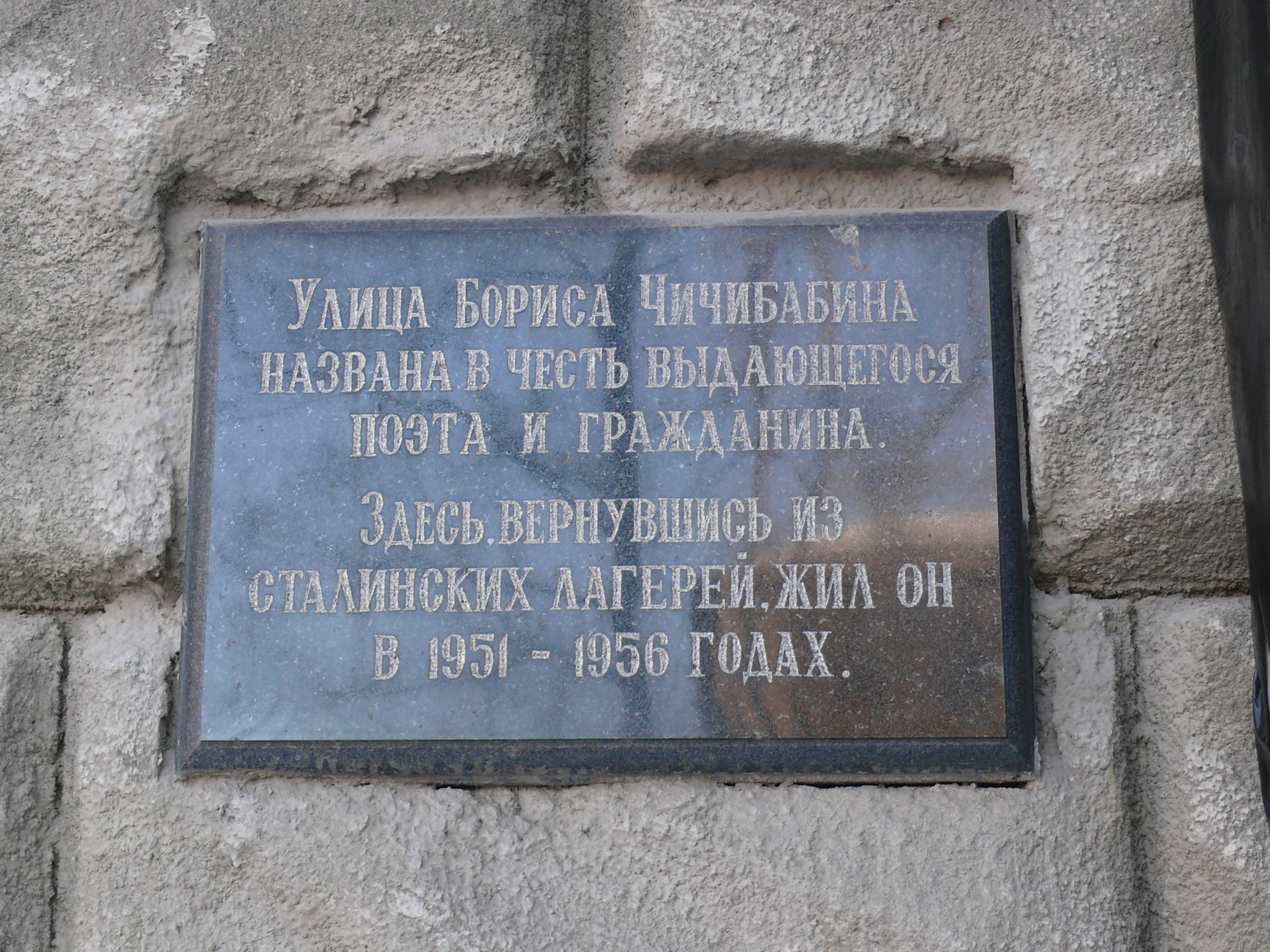
Меморіальна дошка

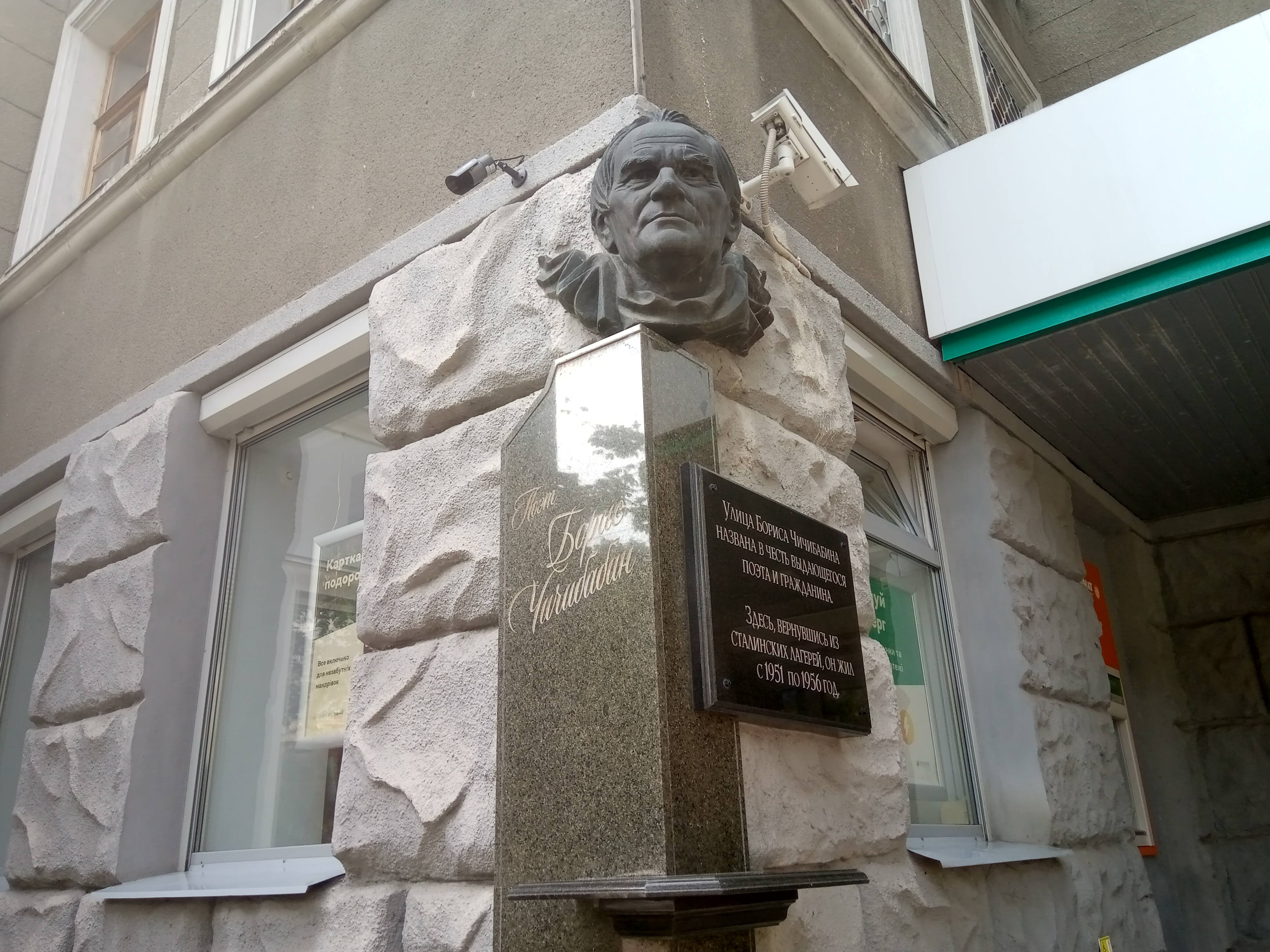
Пам'ятна дошка

Помер Борис Чичибабін в грудні 1994 року, менш ніж місяць не доживши до свого 72-го дня народження. Похований на 2-му кладовищі Харкова.

## Увічнення пам'яті

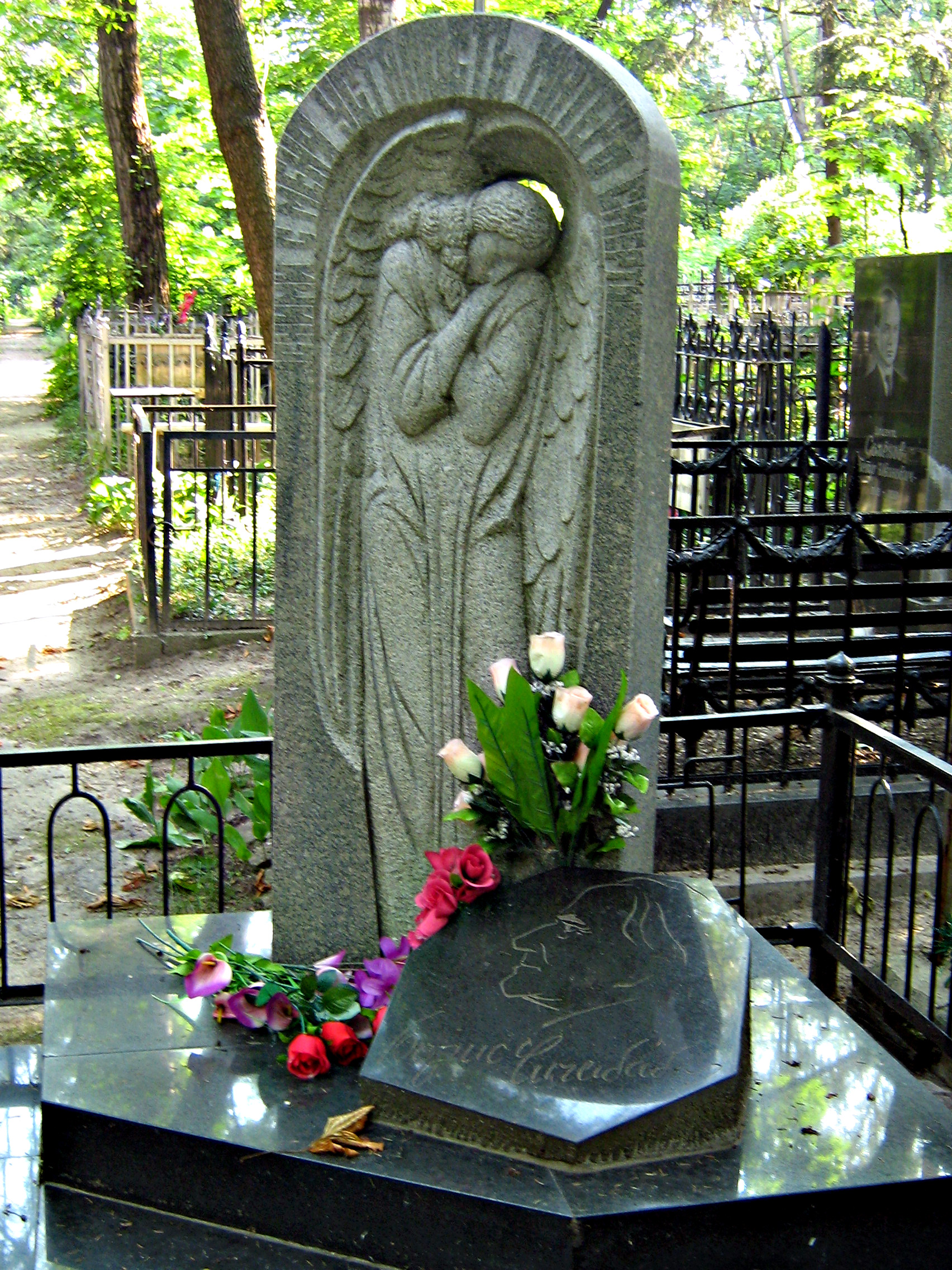
Пам'ятник Борису Чичибабіну. Харків.

- Ім'ям Чичибабіна названо колишню вулицю VIII З'їзду Рад у центральній частині Харкова, в районі Держпрому, на якій поет жив у 1950-х роках.
- На цій вулиці, названій на його честь, встановлено пам'ятну дошку зі скульптурним зображенням поета.
- Меморіальна дошка також міститься на будинку, у якому жив і помер поет.
- У Харкові щорічно проводиться поетичний фестиваль Чичибабінські читання.[13],[14]
- У 2018 році побачив світ повнометражний документальний фільм "Чичибабін" (реж. Віталій Михайлов).

## Цікавинки
Про популярність Чичибабіна в шістдесятих роках красномовно свідчить такий факт. У своїх перших книжках знаменитий кардіохірург і письменник академік М. М. Амосов цитує неопубліковані на той момент (написані в 1946 р. в Бутирській тюрмі) вірші Чичибабіна: в «Мыслях и сердце» (1964) — «Махорку» (опублікована роком пізніше в збірці «Гармония»), в «Записках из будущего» (1965) — «Красные помидоры» (вперше опубліковано в 1989!).

### Збірки творів Бориса Чичибабіна
- Мороз и солнце. Книга лирики. — Харьков, 1963.
- Молодость. — М.: Советский писатель, 1963.
- Гармония. Книга лирики. — Харьков: Прапор, 1965.
- Плывет Аврора: Книга лирики. — Харьков: Прапор, 1968.
- Колокол: Стихи. — М.: Известия, 1989; М.: «Советский писатель», 1991 ISBN 5-265-01312-1
- Мои шестидесятые. — Киев: Дніпро, 1990. ISBN 5-308-00690-3
- Цветение картошки: Книга лирики. — М.: Моск. рабочий, 1994 ISBN 5-239-01703-4
- 82 сонета + 28 стихотворений о любви. — М.: Агентство «ПАN», 1994 ISBN 5-7316-0011-2
- В стихах и прозе[16]. — Харьков: СП «Каравелла», 1995 ISBN 5-7707-8449-0; Харьков: Фолио, 1998 ISBN 966-03-0325-4
- Экскурсия в Лицей. Стихотворения. Поэма. — Харьков: Фолио, 1999 ISBN 966-03-0607-5
- Когда я был счастливый. Стихи. — Киев: Издательский Дом Дмитрия Бураго, 2001 ISBN 966-7825-26-4
- Раннее и позднее. — Харьков: Фолио, 2002. — 480 с.: портр., ил.
- Благодарствую, други мои… Письма. — Харьков: Фолио, 2002 ISBN 966-03-1704-2
- Прямая речь. — Харьков: Фолио, 2008 ISBN 978-966-03-4049-7
- Собрание стихотворений. — Харьков: Фолио, 2009. — 890 с., 2000 экз. ISBN 978-966-03-4441-9

### Вибрана бібліографія
Основою даної бібліографії є Бібліографічний покажчик Б. О. Чичибабіна (до 2000 року), укладений завідувачкою довідково-бібліографічного відділу Харківської міської спеціалізованої музично-театральної бібліотеки ім. К. С. Станіславського Т. Б. Бахмет. Додатки, уточнення і скорочення не мають застережень.
У список включено:
1) вибрані публікації віршів Б. Чичибабіна в періодиці (1958—2008);
2) статті і замітки Б. Чичибабіна про літературу (1988—1999);
3) бесіди, інтерв'ю, публіцистика, есеїстика, автобіографічне (1988—1997);
4) вибрані переклади творів Б. Чичибабіна на інші мови;
5) грамзаписи (1989);
6) література про Б. Чичибабіна (1964—2009)